# Tổng Công ty Xây dựng Lũng Lô
Tổng Công ty Xây dựng Lũng Lô  trực thuộc Bộ Quốc phòng Việt Nam là đơn vị doanh nghiệp quân đội kinh doanh xây dựng điện dân dụng; khai thác quặng, thiết kế kiến trúc công trình,....

## Lịch sử hình thành
- Thành lập ngày 16 tháng 11 năm 1989 với tên giao dịch ban đầu: Công ty khảo sát thiết kế xây dựng Lũng Lô. Tháng 8 năm 1993, Bộ Quốc phòng có quyết định số 577/QĐ-BQP về việc đổi tên thành Công ty Xây dựng Lũng Lô.
- Ngày 17 tháng 4 năm 1996, Bộ Quốc phòng ra Quyết định số 466/QĐ-QP về việc thành lập Công ty Xây dựng Lũng Lô trên cơ sở sáp nhập 3 doanh nghiệp: Công ty Xây dựng Lũng Lô, Công ty xây dựng 25-3 và Xí nghiệp Khảo sát thiết kế & Tư vấn xây dựng.
- Ngày 08 tháng 1 năm 2010, Bộ trưởng Bộ Quốc phòng ra Quyết định số 45/QĐ-BQP về việc chuyển Công ty Xây dựng Lũng Lô thành Công ty TNHH một thành viên Xây dựng Lũng Lô hoạt động theo hình thức công ty mẹ - công ty con.
- Ngày 02 tháng 12 năm 2011, Bộ trưởng Bộ Quốc phòng ra Quyết định số 4698/QĐ-BQP về việc điều chuyển nguyên trạng TNHH một thành viên Xây dựng Lũng Lô hoạt động theo hình thức công ty mẹ - công ty con thuộc Bộ tư lệnh Công binh về trực thuộc Bộ Quốc phòng.
- Ngày 12 tháng 1 năm 2012, Bộ trưởng Bộ Quốc phòng ra Quyết định số 99/QĐ-BQP về việc tổ chức lại Công ty TNHH một thành viên Xây dựng Lũng Lô thành Tổng Công ty Xây dựng Lũng Lô, hoạt động theo hình thức công ty mẹ - công ty con.

## Lãnh đạo hiện nay
- Chủ tịch, Bí thư Đảng ủy: Đại Tá Đỗ Văn Cửu
- Tổng Giám đốc: Đại tá Tăng Văn Chi
- Phó Tổng Giám đốc: Đại tá Trần Trọng Dũng
- Phó Tổng Giám đốc: Đại tá Phạm Thị Tình
- Phó Tổng Giám đốc: Thượng tá Nguyễn Thanh Cương
- Phó Tổng Giám đốc: Thượng tá Tống Thanh Phúc.
- Phó Tổng Giám đốc: Thượng tá Hoàng Long

## Khen thưởng
- 01 Danh hiệu Anh hùng lao động
- 01 Huân chương Lao động Hạng Nhất
- 02 Huân chương Lao động Hạng Nhì
- 01 Huân chương lao động Hạng Ba